# Guido Nonveiller
Guido Nonveiller (Rijeka, 1913 - Belgrado, 2002) fue un científico yugoslavo de origen croata, especializado en entomología, asesor de la FAO y profesor de la Universidad de Belgrado. Luchó en las Brigadas Internacionales durante la guerra civil española y en las Fuerzas Francesas del Interior durante la Segunda Guerra Mundial. En 1989 fue investido como comandante de la Orden de las Palmas Académicas. Fue conocido por su activismo político y científico, y como una autoridad mundial en el campo de los mutillidae (mutílidos) de África y el Paleártico.

## Biografía
Nació el 5 de junio de 1913 en el corpus separatum de Fiume (actual Rijeka, Croacia), un territorio del Imperio austrohúngaro con un estatus especial debido a las reivindicaciones territoriales italianas. Su padre, Lino Nonveiller, era un ingeniero químico de ascendencia italiana que viajó a través de Europa y educó a Guido y su hermana en Rijeka, Viena y Split. En 1927, Guido conoció a Peter Novak, uno de los primeros entomólogos croatas, que tuvo un impacto duradero en el niño y estimuló su pasión por los insectos. A los dieciséis años (1929) descubrió las primeras especies de insectos nuevos en las montañas de Biokovo.
A los veinte años, comenzó unas prácticas en la Universidad de Belgrado, y se involucró en diferentes movimientos estudiantiles de inspiración comunista que le llevaron a participar en la guerra civil española. Llegó a España el 14 de julio de 1937, y más tarde se convirtió en oficial de las Brigadas Internacionales. Allí recibió, el apodo de Kukac (escarabajo) por su gran pasión por los insectos. Tras la derrota de la II República Española, en abril de 1939, y como la mayoría de los brigadistas yugoslavos supervivientes, pasó a Francia, donde fue retenido por las autoridades en un campo de internamiento en Castres. Escapó en 1942 con un grupo de 36 brigadistas que se unieron a la resistencia francesa que luchaba contra la ocupación alemana en el marco de la Segunda Guerra Mundial. Se enroló en las Fuerzas Francesas del Interior, donde alcanzó el grado de capitán, y después de la guerra fue asignado a la embajada de Yugoslavia en Francia.
En 1945, regresó a la Universidad de Belgrado, donde fue profesor de 1946 a 1960. Fundó y dirigió durante diez años el Instituto Federal para la Protección de la Flora de Yugoslavia. También ocupó el cargo de jefe de los Servicios de Protección de la Flora y el Ministerio Federal de Yugoslavia de 1947 a 1949. De 1960 a 1962 trabajó en Túnez como oficial de protección de las plantas, y de 1962 a 1985, como experto de la Organización de las Naciones Unidas para la Alimentación y la Agricultura (FAO) en Yaundé, Camerún.
En 1989 fue investido como comandante de la Orden de las Palmas Académicas, el nivel más alto del honor académico otorgado por el gobierno francés. De 1992 a 1996, se trasladó a París para trabajar en el Museo Nacional de Historia Natural de Francia, y publicó más de 20 artículos sobre su trabajo con lepidópteros.
En 1996, el gobierno español reconoció sus esfuerzos por defender la República y lo declaró ciudadano honorario de España. El mismo año, Jacques Chirac, entonces presidente de Francia, le concedió el estatuto jurídico de excombatiente. En los últimos años de su vida participó en diversos actos de homenaje a las Brigadas Internacionales, asistiendo unos meses antes de morir a la inauguración en Gijón de un monumento a los brigadistas. Falleció en Belgrado, República Federal de Yugoslavia, el 7 de abril de 2002, a los 88 años de edad.
En 2006, la Sociedad Entomológica Croata denominó Nonveilleriana a su base de datos bibliográfica en su memoria.

## Obra
Nonveiller fue reconocido internacionalmente por su investigación de Mutillidae y Bradynobaenidae en África y el Paleártico, así como por su especialización en varios grupos de coleópteros de los Balcanes y zonas adyacentes. Fue también un destacado experto en entomología económica, y durante sus 13 años de estancia en Camerún fue uno de los primeros defensores del manejo integrado de plagas.
A finales de los años 1980, y a pesar de su edad, Nonveiller fue uno de los pioneros mundiales en la aplicación de los ordenadores personales en entomología, al utilizar un Commodore 64 en sus estudios.

### Algunas publicaciones
- 1965. Comment protéger les bananiers contre les attaques du charançon. Ed. Chambre d'agriculture de l'élevage et des forêts, 13 pp.

- 1973. Recherches sur les Mutillidés de l’Afrique (Hymenoptera, Mutillidae). I. Contribution à la connaissance du genre Trispilotilla Bischoff, 1920. Ann. de la Faculté des Sciences du Cameroun 13: 77–134

- 1978. Recherches sur les Mutillidés de l’Afrique (Hymenoptera, Mutillidae). VIII. Révision des genres Ctenotilla, Cephalotilla et Pseudocephalotilla sensu Bischoff. Memoires publies par l’Institut pour la Protection des Plantes. Belgrado. Vol. 13, pp. 1–184.

- 1980. Recherches sur les mutillides de l'Afrique (Hymenoptera, Mutillidae). Vol. 15 de pt. 9: Acta entomologica jugoslavica, vols. 13-14 de pts. 8, 10. Ed. Faculté des sciences, Univ. du Cameroun

- 1984. Catalogue commenté et illustré des insectes du Cameroun d’intérêt agricole. Univ. of Belgrade / Institut pour la protection des plantes

- 1987. Fauna Durmitora, vol. 2 Posebna izdanja. Ed. Academia Montenegrina de Ciencias y Artes, Sociedad Entomológica Yugoslava

- 1990. Catalogue of the Mutillidae, Myrmosiciae and Bradynobaenidae of the Neotropical Region inclnding Mexico (Insecta: Hymenoptera). Hymenopterorum Catalogus (nova editio) en: van Achterberg C. editor. Den Haag, the Netherlands: SPB Academic Publishing bv. 150 pp. ISBN 9051030487, ISBN 9789051030488

- 1995. Recherches sur les mutillides de l’afrique (hymenoptera, mutillidae)

- 1999. The Pioneers of the Research on the Insects of Dalmatia. Ed. ilustrada de Croatian Natural History Museum, 390 pp. ISBN 9536645041, ISBN 9789536645046

- Les Cholevinae des territoires de l'ancienne Yougoslavie: (excepté les Leptodirini) (Coleoptera, Staphylinoidea, Leiodidae) : aperçu faunistique. Special Editions 18, Institut pour la Protection de la Nature de Serbie. Con Dragan Pavićević, Momčilo Popović. Ed. Grafokomerc, 124 pp.

- 2001. Pioneers of the Research on the Insects of Dalmatia. Croatian Natural History Museum Zagreb

- 2004. Memoirs of a 20th century citizen. Univ. of Belgrade

- 2008. Advances in the Studies of the Fauna of the Balkan Peninsula: Papers Dedicated to the Memory of Guido Nonveiller. Monograph 28, Institute for Nature Conservation of Serbia (Beograd) ed. Dragan Pavićević & Institute for Nature Conservation of Serbia, 564 pp. ISBN 8680877301, ISBN 9788680877303

## Abreviatura (zoología)
La abreviatura Nonveiller  se emplea para indicar a Guido Nonveiller como autoridad en la descripción y taxonomía en zoología.